# Guillermo de Bec
Guillermo de Bec  también Guillermo el Blanco (Le Blanc)  y Guillaume le Blanc Turstain du Bec (c. 918-1000) fue un caudillo normando, noble de origen noruego, señor de Bec. Era segundo hijo del vikingo Rollo Turstain Brico, un hijo de Hrollaug Rögnvaldarson, y sobrino de Rollon de Normandía. Es el primer referente de la familia Bec-Crespin.
Guillermo de Bec como progenitor de la familia de Bec-Crispin está respaldado por las cartas de la Abadía de Mont-Saint-Michel, diócesis de Avranches, c. 990, sobre la fundación de su priorato en Abbayette cerca de Landivy, y en las cartas relacionadas con el Priorato Benedictino de Saint-Ymer-en-Auge et de Briquebec. La ascendencia y la progenie de Guillermo de Bec también están registradas en la obra de la Duquesa de Cleveland.

## Herencia
Se desconoce el nombre de su esposa, pero los anales mencionan a un hijo Crispin du Bec. Existe una gran controversia en la genealogía de la dinastía Bec-Crispín pues en algunas fuentes se le ha reivindicado a Crispin du Bec como hijo del príncipe Grimaldo de Mónaco y una presunta hija de Hrolf Ganger llamada Crispina, aunque este relato parece haber sido inventado y no es generalmente aceptado por la comunidad de historiadores.